# 10541 Malesherbes
10541 Malesherbes este un asteroid din centura principală de asteroizi.

## Descriere
10541 Malesherbes este un asteroid din centura principală de asteroizi. A fost descoperit pe 31 decembrie 1991 la Observatoire de Haute-Provence de Eric Walter Elst. Asteroidul prezintă o orbită caracterizată de o semiaxă mare de 2,27 ua, o excentricitate de 0,16 și o înclinație de 5,8° în raport cu ecliptica.